# Torricella (Fonte Nuova)
La torricella è una torre sita sulla destra del km 19,600 di Via Nomentana presso Tor Lupara, frazione di Fonte Nuova, in provincia di Roma.

## Storia
Le prime notizie della torricella risalgono al 1288 quando in un documento che cita i figli di Cinzio Malabranca come proprietari di una tenuta cum turricella sita nei pressi del Monte Gentile. In seguito, nel 1303 la proprietà è dei Capocci. A sua volta, nel 1340 Buccio Capocci vendette il casale come afferma un documento "castrum seu Casale q.v. Turricella cum palatii, turre [...]" ad una certa Perna Boveschi, la quale, in seguito rivendette tutte le proprietà comprate. La torricella non è da confondere col castrum Turricellae cui apparteneva la chiesa di Sant'Angelo de Turris citata nella piantina del Peperelli.

## Descrizione
La facciata, posta ad ovest, è rimaneggiata nella parte inferiore, ospita due ambienti sovrappossti. Il nucleo in cemento presenta dei segni di lastre in marmo che anticamente rivestiva il monumento. Recentemente, per accedere al livello superiore è stato aggiunto un ballatoio, ora crollato, poggiante su materiale di riciclo (mattoni, pezzi di tufo, roccia calcarea e pezzi di marmo) tra cui un blocco a forma di parallelepipedo in marmo sito anticamente sulla base rivolta a sud..